# Benigno Aquino III
Benigno Simeon Cojuangco Aquino III, detto Noynoy (Manila, 8 febbraio 1960 – Quezon City, 24 giugno 2021), è stato un politico filippino.
È figlio dell'ex senatore Ninoy Aquino e dell'11º presidente delle Filippine Corazon Aquino. È stato a sua volta il quindicesimo presidente delle Filippine, dal 2010 al 2016.

## Biografia
Noynoy Aquino è nato l'8 febbraio 1960 dal vicegovernatore della regione di Tarlac Benigno Aquino Jr. e da Corazon Aquino. Ha quattro sorelle: Maria Elena ("Ballsy"), Aurora Corazon ("Pinky"), Victoria Eliza ("Viel"), e Kristina Bernadette ("Kris"). Ha frequentato l'Università Ateneo de Manila per tutto il corso dei suoi studi: scuola elementare, media e college. Si è laureato nel 1981 in economia. Membro dell'influente famiglia Aquino, si unì in esilio con la famiglia negli Stati Uniti nei primi anni ottanta. Nel 1983, dopo l'assassinio del padre, tornò nelle Filippine e lavorò nel settore privato.
Il 28 agosto 1987, diciotto mesi dopo l'affermazione della madre Cory come Presidente, fu gravemente coinvolto in un tentativo di ribellione guidato da Gregorio Honasan. I ribelli tentarono un attacco armato al Palazzo del Malacañang e alla presidente Aquino, che stava uscendo, sparando colpi di arma da fuoco. Tre delle quattro guardie di sicurezza rimasero uccise e una ferita nel tentativo di proteggere l'unico figlio maschio del Presidente, che tuttavia fu raggiunto da numerosi proiettili, uno dei quali è tuttora ritenuto nel collo. Una simile situazione accadde al padre nel 1983, che rimase però ucciso da alcuni soldati (l'ipotesi non è stata ancora del tutto confermata) mentre scendeva dall'aereo che lo riportava nelle Filippine dopo l'esilio.
Dal 1986 al 1993 è stato vice-presidente della Best Security Agency Corporation, una ditta di proprietà dello zio Anolin Oreta. In seguito è stato assistente esecutivo dell'amministrazione (1993-1996) e poi gestore dei campi di servizio (1996-1998) del Central Azucarera Tarlac.

### Politica
Noynoy Aquino è uno dei membri di spicco del Partito Liberale delle Filippine, assieme al nipote di Manuel Roxas nonché suo amico Mar Roxas. Dal 2002 al 2004 ricopre la carica di Vice Presidente del Partito Liberale di Luzon; dal 2004 al 2006 ricopre la carica di Segretario Generale, per assumere l'incarico di Vice Presidente del Partito Liberale a partire dal 2006. Noynoy Aquino è stato inoltre membro di una fazione del Partito Liberale che si opponeva al governo dell'allora Presidente Gloria Macapagal-Arroyo, accusandola di presunte violazioni dei diritti umani.
Nel 1998 fu eletto rappresentante congressuale per il secondo distretto di Tarlac, carica che ricoprì sino al 2007. Nel medesimo anno fu eletto nel Senato delle Filippine; era già considerato allora uno dei possibili candidati per le presidenziali del 2010.

### Elezioni del 2010
Dopo diverse voci che lo individuavano come possibile candidato alle elezioni presidenziali del 2010, il 9 settembre 2009 e a quaranta giorni dalla morte della madre, Noynoy ha ufficialmente avanzato la propria candidatura durante una conferenza stampa al Club Filipino di Manila, dicendo: "Accetto l'appello della nazione. Accetto anche le istruzioni dei miei genitori. Accetto la responsabilità di continuare la lotta per il Paese". Il 9 giugno 2010 è stato proclamato ufficialmente quindicesimo Presidente della Repubblica delle Filippine dal Parlamento con il 42% delle preferenze, quasi il doppio del suo principale rivale, l'ex Capo dello Stato Joseph Estrada. Il 30 giugno ha assunto l'incarico succedendo a Gloria Macapagal-Arroyo.
Eletto sulla scia dell'ondata emotiva causata dalla morte di Corazon Aquino, costruì sugli ambiziosi programmi fiscali e sociali di Gloria Macapagal-Arroyo, portando il paese ad una costante crescita economica nel corso del suo mandato. Tuttavia la sua amministrazione fu pesantemente criticata per l'inabilità nel fermare la corruzione divampante e nel guidare il paese in tempi di crisi, come ad esempio il sequestro dell'autobus a Manila, il tifone Haiyan, la strage di Mamasapano, le uccisioni dei Lumad ed il massacro di Kidapawan.

### Presidenza
Il governo Aquino si contraddistinse per il sostegno nei confronti del sistema del Pork Barrel, ritenuto però incostituzionale e causa di diversi scandali di corruzione, e fu accusato di clientelismo e amicismo. Durante il suo mandato, Aquino acquisì infatti una discreta notorietà per la tendenza a circondarsi di collaboratori fidati ma dal discutibile comportamento, in una cerchia di "alleati" definita localmente come KKK.
Il 27 luglio 2015 pronunciò il suo sesto ed ultimo State of the Nation Address, della durata di oltre due ore. In quest'ultimo elogiò i propri genitori, il suo gabinetto presidenziale e ciò che riteneva fossero state le sue riforme in campo politico ed economico, ma allo stesso tempo dedicò gran parte del suo discorso ad attaccare l'amministrazione di Gloria Macapagal-Arroyo, ed in parte, seppur indirettamente, il vicepresidente Jejomar Binay e l'ex Presidente Ferdinand Marcos. Ciononostante il discorso del Presidente fu discreditato dalle classi più povere e da diversi altri politici, per non aver menzionato i numerosi problemi legati alla corruzione, alla povertà, ai crimini efferati quotidiani, nonché le avversità nei campi del trasporto pubblico, energetico, agrario e giuridico.
Dopo diverse settimane di incertezze, il 31 luglio, al Club Filipino di San Juan (luogo in cui la madre prestò giuramento come 11º Presidente delle Filippine), di fronte a numerosi esponenti del Partito Liberale, pronunciò un discorso in cui pubblicizzava la candidatura del Segretario dell'Interno e degli Enti Locali nonché grande amico Mar Roxas per le elezioni del 2016. Aquino dichiarò di ritenere Roxas come "l'uomo del momento" ed "il più adatto a proseguire le riforme nel governo da lui iniziate". Inizialmente la scelta del Presidente era più indirizzata nei confronti della popolare Senatrice Grace Poe, con la quale organizzò nei mesi precedenti una serie di incontri privati incentrati sulle imminenti elezioni. In seguito al suo ultimo SONA, Aquino affermò di voler ugualmente convincere la Poe a candidarsi in qualità di Vicepresidente come membro del Partito Liberale.
Il 24 giugno 2021 Benigno Aquino III è morto, all'età di 61 anni. Le cause della morte non sono state rese pubbliche, anche se diversi giornali hanno riferito che Aquino aveva avuto vari problemi di salute di recente, subendo anche un intervento al cuore.

## Critiche
A un anno dal suo insediamento al Malacañang, si moltiplicarono gli articoli critici sul suo operato.

### La cerchia dei KKK
Sin dai primi anni della sua Presidenza, fu contestata la sua tendenza a circondarsi di collaboratori fidati ma dal discutibile comportamento. Tale cerchia di persone fu definita localmente KKK (acronimo delle parole filippine Kabarilan, Kaklase, Kakampi, ossia "Compagni d'armi, Compagni di classe, Alleati"); molti di essi furono coinvolti in casi di corruzione e accusati di arricchirsi alle spese dei cittadini. Nonostante le numerose accuse, questi ultimi furono sempre difesi fermamente da Aquino.

### Strage di Mamasapano
In particolare dopo la Strage di Mamasapano, la sua politica di avvicinamento al Fronte di Liberazione Islamico Moro o MILF fu ritenuta immorale, così come la sua forte promozione della Legge fondamentale sul Bangsamoro (Bangsamoro Basic Law), quest'ultima considerata al di fuori dei limiti costituzionali.

## Albero genealogico
|                    |                   |                    | Genitori               |  |  | Nonni |  |  | Bisnonni          |  |  | Trisnonni      |  |
|                    |                   |                    |                        |  |  |       |  |  | Servillano Aquino |  |  | Braulio Aquino |  |
|                    |                   |                    |                        |  |  |       |  |  | Servillano Aquino |  |  | Braulio Aquino |  |
|                    |                   | Petrona Aguilar    |                        |  |  |       |  |  | Servillano Aquino |  |  |                |  |
| Benigno Aquino Sr. |                   |                    |                        |  |  |       |  |  | Servillano Aquino |  |  |                |  |
|                    |                   | Guadalupe Quiambao | Pablo Quiambao         |  |  |       |  |  |                   |  |  |                |  |
|                    |                   | Guadalupe Quiambao | Pablo Quiambao         |  |  |       |  |  |                   |  |  |                |  |
|                    |                   | Guadalupe Quiambao | Lorenza Tañedo         |  |  |       |  |  |                   |  |  |                |  |
| Benigno Aquino Jr. |                   | Guadalupe Quiambao |                        |  |  |       |  |  |                   |  |  |                |  |
|                    |                   | Agapito Aquino     | Milencio Aquino        |  |  |       |  |  |                   |  |  |                |  |
|                    |                   | Agapito Aquino     | Milencio Aquino        |  |  |       |  |  |                   |  |  |                |  |
|                    |                   | Agapito Aquino     | Evarista de los Santos |  |  |       |  |  |                   |  |  |                |  |
| Aurora Aquino      |                   | Agapito Aquino     |                        |  |  |       |  |  |                   |  |  |                |  |
|                    |                   | Gerarda Lampa      | Lorenzo Lampa          |  |  |       |  |  |                   |  |  |                |  |
|                    |                   | Gerarda Lampa      | Lorenzo Lampa          |  |  |       |  |  |                   |  |  |                |  |
|                    |                   | Gerarda Lampa      | Gertrudes Miranda      |  |  |       |  |  |                   |  |  |                |  |
| Benigno Aquino III |                   | Gerarda Lampa      |                        |  |  |       |  |  |                   |  |  |                |  |
|                    | Melecio Cojuangco | Jose Cojuangco     |                        |  |  |       |  |  |                   |  |  |                |  |
|                    | Melecio Cojuangco | Jose Cojuangco     |                        |  |  |       |  |  |                   |  |  |                |  |
|                    | Melecio Cojuangco | Antera Estrella    |                        |  |  |       |  |  |                   |  |  |                |  |
| Jose Cojuangco     | Melecio Cojuangco |                    |                        |  |  |       |  |  |                   |  |  |                |  |
|                    |                   | Tecla Chichioco    | Juan Chichioco         |  |  |       |  |  |                   |  |  |                |  |
|                    |                   | Tecla Chichioco    | Juan Chichioco         |  |  |       |  |  |                   |  |  |                |  |
|                    |                   | Tecla Chichioco    | Valentina Valenzuela   |  |  |       |  |  |                   |  |  |                |  |
| Corazon Aquino     |                   | Tecla Chichioco    |                        |  |  |       |  |  |                   |  |  |                |  |
|                    |                   | Juan Sumulong      | Policarpio Sumulong    |  |  |       |  |  |                   |  |  |                |  |
|                    |                   | Juan Sumulong      | Policarpio Sumulong    |  |  |       |  |  |                   |  |  |                |  |
|                    |                   | Juan Sumulong      | Arcadia Marquez        |  |  |       |  |  |                   |  |  |                |  |
| Demetria Sumulong  |                   | Juan Sumulong      |                        |  |  |       |  |  |                   |  |  |                |  |
|                    |                   | Salome Sumulong    | Valentin Sumulong      |  |  |       |  |  |                   |  |  |                |  |
|                    |                   | Salome Sumulong    | Valentin Sumulong      |  |  |       |  |  |                   |  |  |                |  |
|                    |                   | Salome Sumulong    | Elena Carigma          |  |  |       |  |  |                   |  |  |                |  |
|                    |                   | Salome Sumulong    |                        |  |  |       |  |  |                   |  |  |                |  |